# Satellite Awards 2020
O 24.º Satellite Awards ou Satellite Awards 2020 (no original, em inglês, 24th Satellite Awards) foi a 24.ª edição organizada pela associação de mídia dos Estados Unidos, International Press Academy, para honrar os melhores profissionais e obras de cinema de de 2019. As nomeações foram anunciadas em 3 de dezembro de 2019. Os vencedores foram anunciados em 19 de dezembro de 2019.

## Nomeados

### Cinema
| Melhor Filme de Drama Ford v Ferrari - 1917 - Bombshell - Burning Cane - Joker - The Lighthouse - Marriage Story - The Two Popes | Melhor Filme de Comédia ou Musical Once Upon a Time in Hollywood - The Farewell - Hustlers - Knives Out - Rocketman - Uncut Gems |
| Melhor Filme de Animação The Lion King - A Shaun the Sheep Movie: Farmageddon - Alita: Battle Angel - Buñuel in the Labyrinth of the Turtles - How to Train Your Dragon: The Hidden World - Toy Story 4 - Tenki no Ko (Wheathering with You) | Melhor Diretor James Mangold – Ford v Ferrari - Pedro Almodóvar – Dolor y gloria (Pain and Glory) - Noah Baumbach – Marriage Story - Bong Joon-ho – Gisaengchung (Parasite) - Sam Mendes – 1917 - Quentin Tarantino – Once Upon a Time in Hollywood |
| Melhor Ator em Filme de Drama Christian Bale – Ford v Ferrari como Ken Miles - Antonio Banderas – Dolor y gloria como Salvador Mallo - Adam Driver – Marriage Story como Charlie Barber - George MacKay – 1917 como Lance Corporal Schofield - Joaquin Phoenix – Joker como Arthur Fleck / Joker - Mark Ruffalo – Dark Waters como Robert Bilott                                 | Melhor Atriz em Filme de Drama Scarlett Johansson – Marriage Story como Nicole Barber - Cynthia Erivo – Harriet como Harriet Tubman - Helen Mirren – The Good Liar como Betty McLeish - Charlize Theron – Bombshell como Megyn Kelly - Alfre Woodard – Clemency como Warden Bernadine Williams - Renée Zellweger – Judy como Judy Garland |
| Melhor Ator em Filme de Comédia ou Musical Taron Egerton – Rocketman como Elton John - Daniel Craig – Knives Out como Benoit Blanc - Leonardo DiCaprio – Once Upon a Time in Hollywood como Rick Dalton - Eddie Murphy – Dolemite Is My Name como Rudy Ray Moore - Adam Sandler – Uncut Gems como Howard Ratner - Taika Waititi – Jojo Rabbit como Adolf Hitler                  | Melhor Atriz em Filme de Comédia ou Musical Awkwafina – The Farewell como Billi Wang - Ana de Armas – Knives Out como Marta Cabrera - Julianne Moore – Gloria Bell como Gloria Bell - Constance Wu – Hustlers como Destiny |
| Melhor Ator Coadjuvante Willem Dafoe – The Lighthouse como Thomas Wake - Tom Hanks – A Beautiful Day in the Neighborhood como Fred Rogers - Anthony Hopkins – The Two Popes como Papa Bento XVI - Joe Pesci – The Irishman como Russell Bufalino - Wendell Pierce – Burning Cane como Reverendo Tillman - Brad Pitt – One Upon a Time in Hollywood como Cliff Booth              | Melhor Atriz Coadjuvante Jennifer Lopez – Hustlers como Ramona Vega - Penélope Cruz – Dolor y gloria como Jacinta - Laura Dern – Marriage Story como Nora Fanshaw - Nicole Kidman – Bombshell como Gretchen Carlson - Margot Robbie – Bombshell como Kayla Pospisil - Zhao Shuzhen – The Farewell como Nai Nai |
| Melhor Roteiro Marriage Story – Noah Baumbach - The Farewell – Lulu Wang - Ford v Ferrari – Jez Butterworth, John-Henry Butterworth e Jason Keller - One Upon a Time in Hollywood – Quentin Tarantino - Dolor y gloria (Pain and Glory) – Pedro Almodóvar - Gisaengchung (Parasite) – Bong Joon-ho                                                                               | Melhor Roteiro Adaptado Joker – Todd Phillips e Scott Silver - Dark Waters – Mario Correa, Matthew Michael Carnahan e Nathaniel Rich - The Irishman – Steven Zaillian - Jojo Rabbit – Taika Waititi - Motherless Brooklyn – Edward Norton - The Two Popes – Anthony McCarten |
| Melhor Documentário 63 Up - The Apollo - Apollo 11 - The Cave - Citizen K - For Sama - Honeyland - One Child Nation | Melhor Filme Estrangeiro Tõde ja õigus ( Estónia) - Atlantique ( Senegal) - Dylda ( Rússia) - Les Misérables ( França) - Dolor y gloria ( Espanha) - Nabarvené ptáče ( Chéquia) - Gisaengchung ( Coreia do Sul) - Portrait de la jeune fille en feu ( França) |
| Melhor Edição Ford v Ferrari – Andrew Buckland e Michael McCusker - 1917 – Lee Smith - Joker – Jeff Groth - The Irishman – Thelma Schoonmaker - Marriage Story – Jennifer Lame - Rocketman – Chris Dickens | Melhor Cinematografia 1917 – Roger Deakins - Ford v Ferrari – Phedon Papamichael - The Irishman – Rodrigo Prieto - Joker – Lawrence Sher - Motherless Brooklyn – Dick Pope - Rocketman – George Richmond |
| Melhor Trilha Sonora Joker – Hildur Guðnadóttir - 1917 – Thomas Newman - Ford v Ferrari – Marco Beltrami e Buck Sanders - Harriet – Terence Blanchard - The Irishman – Robbie Robertson - Marriage Story – Randy Newman | Melhor Canção Original "(I'm Gonna) Love Me Again" – Rocketman - "The Ballad of the Lonesome Cowboy" – Toy Story 4 - "Don't Call Me Angel" – Charlie's Angels - "Into the Unknown" – Frozen 2 - "Spirit" – The Lion King - "Swan Song" – Alita: Battle Angel |
| Melhor Figurino Dolemite Is My Name – Ruth E. Carter - Downton Abbey – Susannah Buxton, Rosalind Ebbutt, Caroline McCall e Anna Robbins - Joker – Mark Bridges - Judy – Jany Temime - Rocketman – Julian Day - The Two Popes – Luka Canfora | Melhor Direção de Arte Motherless Brooklyn – Michael Ahern e Beth Mickle - 1917 – Dennis Gassner e Lee Sandales - Ford v Ferrari – François Audouy e Peter Lando - Joker – Laura Ballinger e Mark Friedberg - Once Upon a Time in Hollywood – Nancy Haigh e Barbara Ling - The Two Popes – Saverio Sammali e Mark Tildesley |
| Melhores Efeitos Visuais Alita: Battle Angel – Joe Letteri e Eric Saindon - Avengers: Endgame – Matt Aitken, Dan DeLeeuw, Russell Earl e Dan Sudick - Ford v Ferrari – Mark Byers, Oliver Dumont e Kathy Segal - The Irishman – Pablo Helman - Joker – Mathew Giampa, Bryan Godwin e Edwin Rivera - The Lion King – Andrew R. Jones, Robert Legato, Elliott Newman e Adam Valdez | Melhor Edição e Mixagem de Som Ford v Ferrari – David Giammarco, Paul Massey, Steve A. Morrow e Donald Sylvester - 1917 – Scott Millan, Mark Taylor, Oliver Tarney e Stuart Wilson - Avengers: Endgame – Tom Johnson, Daniel Laurie, Shannon Mills, Juan Peralta e John Pritchett - Joker – Alan Robert Murray, Tom Ozanich e Dean A. Zupancic - Once Upon a Time in Hollywood – Christian P. Minkler, Michael Minkler, Wylie Stateman e Mark Ulano - Rocketman – Matthew Collinge e John Hayes |

#### Filmes com múltiplas nomeações
| Nomeações | Filme                         |
| --------- | ----------------------------- |
| 10        | Ford v Ferrari                |
| 10        | Joker                         |
| 8         | 1917                          |
| 8         | Marriage Story                |
| 7         | Rocketman                     |
| 7         | Once Upon a Time in Hollywood |
| 5         | The Irishman                  |
| 5         | The Two Popes                 |
| 4         | Bombshell                     |
| 4         | The Farewell                  |
| 4         | Knives Out                    |
| 4         | Dolor y gloria                |
| 3         | Alita: Battle Angel           |
| 3         | Avengers: Endgame             |
| 3         | Hustlers                      |
| 3         | Motherless Brooklyn           |
| 3         | Gisaengchung (Parasite)       |
| 3         | The Lion King                 |
| 2         | Burning Cane                  |
| 2         | Dark Waters                   |
| 2         | Dolemite Is My Name           |
| 2         | Harriet                       |
| 2         | Jojo Rabbit                   |
| 2         | Judy                          |
| 2         | The Lighthouse                |
| 2         | Toy Story 4                   |
| 2         | Uncut Gems                    |

### Televisão
| Melhor Série de Drama Succession – HBO - The Affair – Showtime - The Crown – Netflix - Killing Eve – BBC America - Mindhunter – Netflix - Mr. Mercedes – Audience | Melhor Série de Comédia ou Musical Fleabag – Amazon - Barry – HBO - The Good Place – NBC - The Kominsky Method – Netflix - The Righteous Gemstones – HBO - Russian Doll – Netflix |
| Melhor Série de Gênero Stranger Things – Netflix - Carnival Row – Amazon - Game of Thrones – HBO - His Dark Materials – BBC/HBO - The Terror – AMC - Watchmen – HBO | Melhor Minissérie Chernobyl – HBO - The Act – Hulu - Fosse/Verdon – FX - Unbelievable – Netflix - When They See Us – Netflix - Years and Years – HBO |
| Melhor Ator em Série de Drama ou de Gênero Tobias Menzies – The Crown como Príncipe Philip - Brian Cox – Succession como Logan Roy - Brendan Gleeson – Mr. Mercedes como Bill Hodges - Jonathan Groff – Mindhunter como Holden Ford - Damian Lewis – Billions como Robert "Bobby" Axelrod - Billy Bob Thornton – Goliath como Billy McBride                                    | Melhor Atriz em Série de Drama ou de Gênero Zendaya – Euphoria como Rue Bennett - Jodie Comer – Killing Eve como Oksana Astankova / Villanelle - Regina King – Watchmen como Angela Abar / Sister Night - Sandra Oh – Killing Eve como Eve Polastri - Maggie Siff – Billions como Wendy Rhoades - Olivia Colman – The Crown como Rainha Elizabeth II                   |
| Melhor Ator em Série de Comédia ou Musical Thomas Middleditch – Silicon Valley como Richard Hendricks - Ted Danson – The Good Place como Michael - Michael Douglas – The Kominsky Method como Sandy Kominsky - Bill Hader – Barry como Barry Berkman/Barry Block - Eugene Levy – Schitt's Creek como Johnny Rose - Danny McBride – The Righteous Gemstones como Jesse Gemstone | Melhor Atriz em Série de Comédia ou Musical Phoebe Waller-Bridge – Fleabag como Fleabag - Pamela Adlon – Better Things como Sam Fox - Christina Applegate – Dead to Me como Jen Harding - Alison Brie – GLOW como Ruth "Zoya the Destroya" Wilder - Natasha Lyonne – Russian Doll como Nadia Vulvokov - Catherine O'Hara – Schitt's Creek como Moira Rose              |
| Melhor Ator em Minissérie ou Telefilme Jared Harris – Chernobyl como Valery Legasov - Russell Crowe – The Loudest Voice como Roger Ailes - Jharrel Jerome – When They See Us como Korey Wise - Aaron Paul – El Camino: A Breaking Bad Movie como Jesse Pinkman - Chris Pine – I Am the Night como Jay Singletary - Sam Rockwell – Fosse/Verdon como Bob Fosse                  | Melhor Atriz em Minissérie ou Telefilme Michelle Williams – Fosse/Verdon como Gwen Verdon - India Eisley – I Am the Night como Fauna Hodel - Aunjanue Ellis – When They See Us como Sharonne Salaam - Joey King – The Act como Gypsy Blanchard - Helen Mirren – Catherine the Great como Catarina II da Rússia - Niecy Nash – When They See Us como Delores Wise       |
| Melhor Ator Coadjuvante em Minissérie ou Telefilme Jeremy Strong – Succession como Kendall Roy - Alan Arkin – The Kominsky Method como Norman Newlander - Walton Goggins – The Righteous Gemstones como "Baby" Billy Freeman - Dennis Quaid – Goliath como Wade Blackwood - Andrew Scott – Fleabag como O Padre - Stellan Skarsgård – Chernobyl como Boris Shcherbina          | Melhor Atriz Coadjuvante em Minissérie ou Telefilme Olivia Colman – Fleabag como Madrasta - Patricia Arquette – The Act como Dee Dee Blanchard - Toni Collette – Unbelievable como Det. Grace Rasmussen - Meryl Streep – Big Little Lies como Mary Louise Wright - Emily Watson – Chernobyl como Ulana Khomyuk - Naomi Watts – The Loudest Voice como Gretchen Carlson |
| Melhor Telefilme El Camino: A Breaking Bad Movie – Netflix - Brittany Runs a Marathon – Amazon - Brexit: The Uncivil War – HBO - Deadwood: The Movie – HBO - The Highwaymen – Netflix | |